# 崔成石
崔 成石（チェ・ソンソク、朝鮮語: 최성석、1932年 - 1980年8月8日）は、大韓民国の政治家。第9・10代韓国国会議員。

## 経歴
高麗大学校経済学科卒業、中央大学校大学院修了。民主党の創設にも関わり、新創設後は同党長水郡党委員長のほか、鎮安・茂朱・長水地区の党委員長、全北第3地区党委員長などを務めたほか、機関紙『民主前線』の主幹やUNESCO韓国委員を務めた。
1980年の在任中に高血圧により、ソウル市の自宅で48歳あるいは49歳で死去した。